# 亚历山大·瑟尔斯基
亚历山大·斯坦尼斯拉沃维奇·瑟尔斯基（羅馬化：Oleksandr Stanislavovych Syrskyi；又譯西爾斯基、敘爾斯基；1965年7月26日—），俄罗斯裔烏克蘭軍人，乌克兰武装部队四星上將，现任乌克兰武装部队总司令。瑟尔斯基于2019年进入乌克兰军队最高领导层，任乌克兰武装部队联合作战参谋长，同年8月5日开始担任乌克兰陆军总司令，为2022年俄罗斯入侵乌克兰中乌克兰的高级军事指挥官之一。2024年2月8日，瑟尔斯基接替瓦列里·扎盧日內担任乌克兰武装部队总司令。

## 傳记

### 早年生活和職業生涯
瑟爾斯基於1965年7月26日出生於苏联俄罗斯苏维埃联邦社会主义共和国弗拉基米尔州諾溫基鎮的俄羅斯族軍人家庭。截至2025年，包括他的父母和兄弟在内的大多数家人居住在俄羅斯，且其父亲仍在享受俄罗斯上校的退休待遇。
1980年，瑟爾斯基15歲時，他的父親改調蘇聯武裝部隊駐乌克兰苏维埃社会主义共和国哈爾科夫服役。瑟爾斯基從哈爾科夫高中畢業，1982年進入蘇聯領先的高等軍事教育機構莫斯科高等軍事指揮學院。1986年畢業後，西爾斯基加入了蘇聯砲兵部隊。他最初在配備152毫米2S5自走砲和203毫米 2S7自走砲的自行火砲部隊服役，其中包括專門用於發射核砲彈的部隊。後來，他在裝備BM-27飓风火箭炮的火箭砲兵部隊服役。他曾在阿富汗、塔吉克和捷克斯洛伐克服役，直到1991年蘇聯解體 。
1993年蘇聯解體後，瑟爾斯基在丘胡伊夫的部隊轉由烏克蘭指揮，他很快晉升為團長（相當於上校軍階）。 1996年瑟爾斯基畢業於烏克蘭國防大學，2005年獲得該大學研究生學位。

### 頓巴斯戰爭
頓巴斯戰爭爆發後，他擔任反恐行動參謀長。 特別是，他是2015年冬季傑巴利采沃戰役期間反恐行動部隊的總指揮之一，與烏克蘭武裝部隊總參謀長維克托·穆任科一起前往該市。他領導了在武赫莱希尔斯克、里德科杜布的戰鬥，並試圖奪回洛赫維諾韋），但沒有成功。他也曾協調烏克蘭軍隊從杰巴利采沃撤軍。在他的領導下，可能穿越卡拉普爾卡河的路線被炸毀。

### 俄羅斯入侵烏克蘭

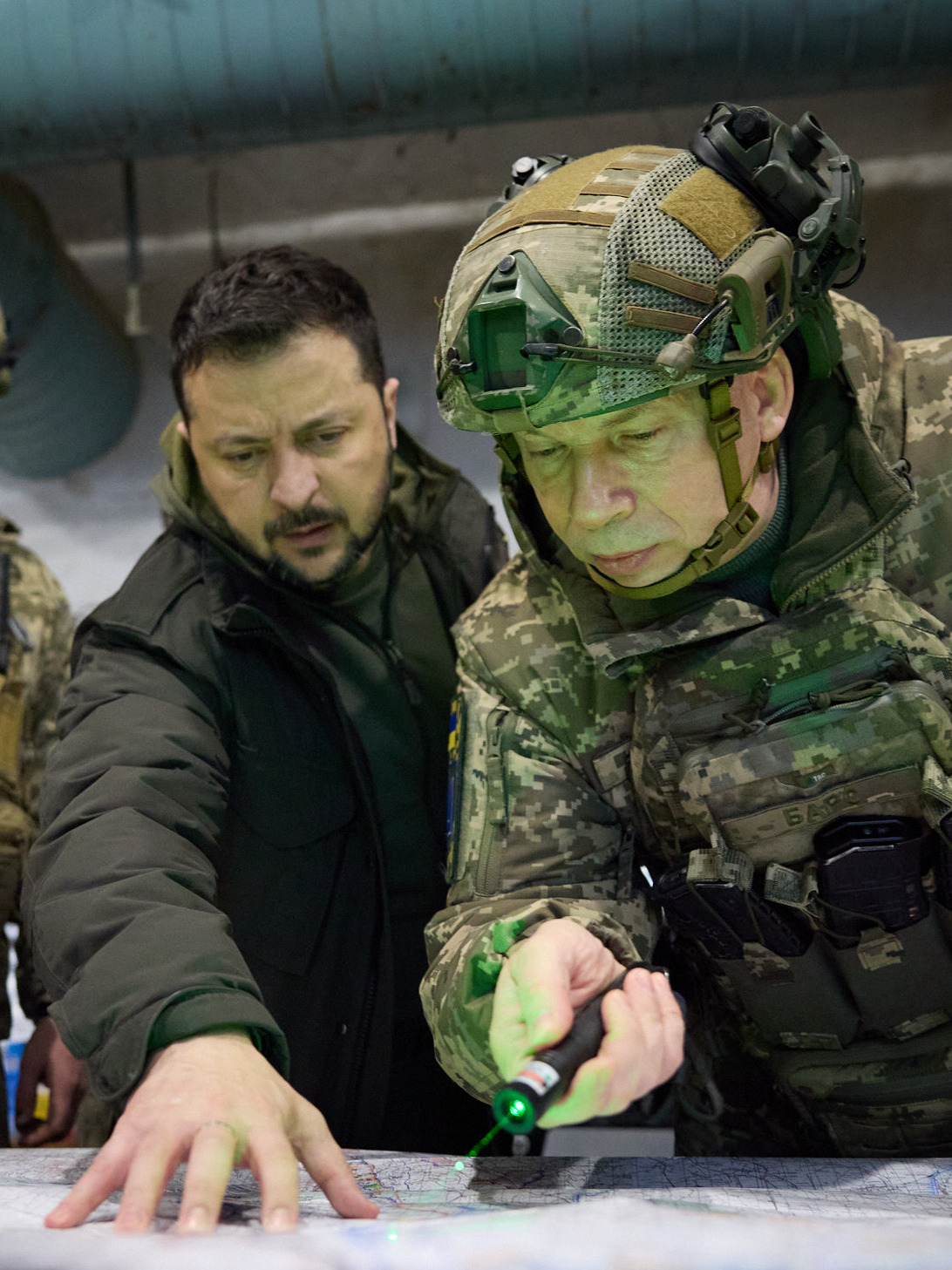
2023年11月30日，總統弗拉基米爾·澤連斯基在庫皮揚斯克向瑟爾斯基瞭解前綫情況

2022年2月至3月，瑟尔斯基参与指挥基辅战役，成功击退入侵至基辅地区的俄罗斯军队。9月，瑟尔斯基參與指揮哈爾科夫大反攻。
2023年5月30日，俄罗斯内政部將瑟尔斯基列入通緝名單。6月30日，瑟尔斯基陪同总统泽连斯基视察前线并汇报了战况。
在俄罗斯入侵乌克兰期间，瑟尔斯基最初负责组织并指挥基辅的防御战。
2024年2月8日，乌克兰总统弗拉基米尔·泽连斯基宣布，由瑟尔斯基接替扎卢日内，担任乌克兰武装部队总司令。这一更替早已传出风声，外界也盛传两人之间存在分歧。
2月17日，作为他上任后的首个重大决定，瑟尔斯基下令乌军全面撤出阿夫迪夫卡，以转移至“更有利的防线”，并表示这是为了“避免被合围，保护官兵的生命”。
4月28日，他再次宣布，由于战线已经无法坚守，乌军已从顿涅茨克州的别尔迪奇、谢梅尼夫卡和新米哈伊利夫卡三个村庄撤离。
7月24日，瑟尔斯基接受了一家英国媒体的专访。他在采访中坚定表示：“我们会竭尽所能，收复1991年国际承认的全部乌克兰领土。”他还透露，未来将充分利用F-16战机平台用于拦截俄罗斯的巡航导弹。
8月23日，瑟尔斯基被正式晋升为上将。

## 荣誉

### 国内勋奖
- 乌克兰
  -  三级博赫丹·赫梅利尼茨基勋章（2015年3月14日颁发）
  -  二级博赫丹·赫梅利尼茨基勋章（2022年3月18日颁发）
  -  乌克兰英雄金星勋章（2022年4月5日颁发）
  -  军事功绩勋章（英语：Cross of Military Merit (Ukraine)）（2022年7月27日颁发）
  -  一级博赫丹·赫梅利尼茨基勋章（2022年12月11日颁发）